# Vratar vára
Vratar vára (horvátul: Utvrda Vratar) egy középkori várrom Horvátországban, a Dubrovnik-Neretva megyei Borovci település határában.

## Fekvése
Borovci falutól délkeletre, a Metkovićot Vrgoraccal összekötő 62-es számú út déli oldalán emelkedő Gradina nevű magaslaton találhatók romjai.

## Története
Bár építéséről nincs információ, Vratar vára valószínűleg a 14. század végén épült, amikor Radivojevićek, Juraj és Vučić lettek Drijevo birtokosai. A várat 1434. augusztus 12-én említik először amikor Juraj Vojsalić bosnyák herceg visszaadja a Jurjević-Radivojević-Vlatković testvéreknek régi birtokaikat. Ezt követően az oklevelekben említést is tesznek róla. 1444-ben megemlítik V. Alfonz aragóniai-nápolyi király és Stjepan Vukčić Kosača herceg szövetségi szerződésében. 1448-ban „Castrum Breta” néven szerepel III. Frigyes német-római császár Stjepan Vukčić hercegnek írt levelében. 1452-ben Vratar várában köt szövetséget Raguza városa és a Radivojević-Jurjević-Vlatković nemzetség Stjepan Vukčić bosnyák herceg ellen. Vratát a 16. század elején térképeken is ábrázolják: 1507-ben Marco Benventanus, 1513-ban pedig Martin Waldseemüller térképén.
A törökök Hercegovinába való behatolása Vratát is fenyegette. M. Vego és D. Mandić azt írja, hogy a törökök 1478 körül elfogták Vratart, de elképzelhető, hogy már 1472-ben, egy évvel Počitelj török elfoglalása után török kézre került, akik lerombolták. Ezután már nem volt szerepe.

Vratar alaprajza

## A vár mai állapota
A vár szabálytalan ötszög alaprajzú, kéttornyos építmény. A tornyok közül északon állt a nagyobb, nyugaton pedig a kisebb. A keleti külső védőfal ma mintegy 30 m hosszan, 2 méteres magasságban áll. Vastagsága 1,15 - 1,35 méter. Az északi és a nyugati oldalon lévő falak jobban megőrződtek, ott magasságuk négy és öt méter között van. A nagy torony (10 x 8,5 m), melynek bejárata a keleti oldalon volt, két helyiségből állt. A kisebbik torony (6 x 4 m) bejárata ugyancsak keletről volt. Mindkét torony egy vagy több emelettel rendelkezett.

## Fordítás
- Ez a szócikk részben vagy egészben  a   Vratar (utvrda) című horvát Wikipédia-szócikk ezen változatának fordításán alapul.  Az eredeti cikk szerkesztőit annak laptörténete sorolja fel. Ez a jelzés csupán a megfogalmazás eredetét és a szerzői jogokat jelzi, nem szolgál a cikkben szereplő információk forrásmegjelöléseként.